# Diasporus vocator
Diasporus vocator es una especie de anfibio anuro de la familia Eleutherodactylidae.

## Distribución geográfica
Esta especie habita desde el nivel del mar a 1220 m sobre el nivel del mar en Costa Rica, Panamá y el noroeste de Colombia. Para la UICN, esta especie no está presente en Colombia.

## Descripción
Los machos estudiados por Hertz, Hauenschild, Lotzkat y Köhler en 2012 miden de 12 a 17 mm y las hembras miden de 13 a 15 mm.

## Publicación original
- Taylor, 1955: Additions to the known herpetological fauna of Costa Rica with comments on other species. No. II. Kansas University Science Bulletin, vol. 37, n.º 1, p. 499-575[6]